# Manuel Pérez-Lizano
Manuel Pérez-Lizano Pérez (Zaragoza, 6 de julio de 1897 - † Zaragoza, 11 de agosto de 1936) fue un médico y político zaragozano. Fue alcalde (1932-1933) y concejal en el Ayuntamiento de Zaragoza. Fue presidente (1936) de la Diputación Provincial de Zaragoza durante la Segunda República. Fue asesinado en los inicios de la guerra civil española por un grupo de falangistas que abandonaron el cadáver en la orilla del canal Imperial.

## Biografía

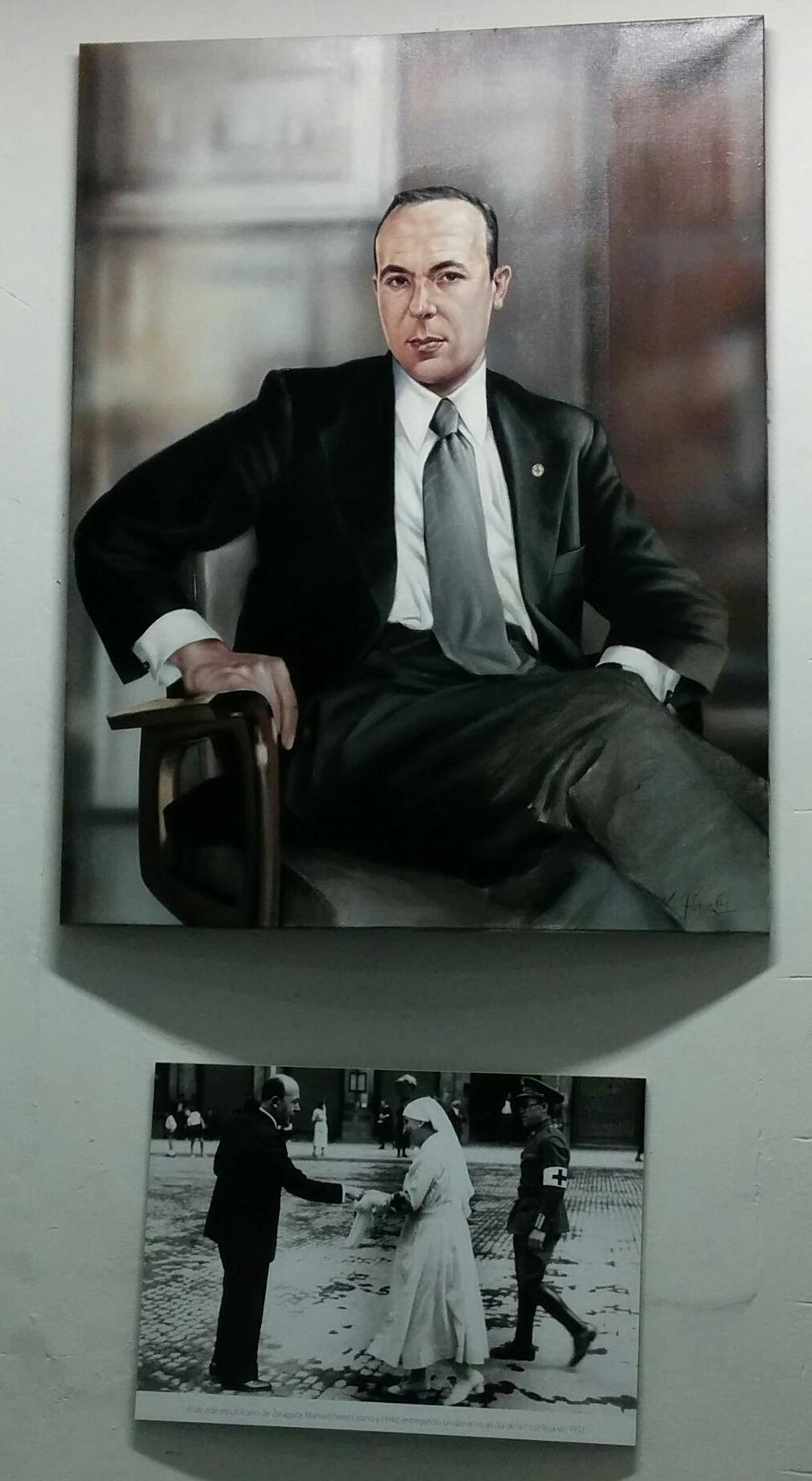
Retrato y fotografía de Manuel Pérez-Lizano Pérez situados en la sede provincial de la Cruz Roja en Zaragoza.

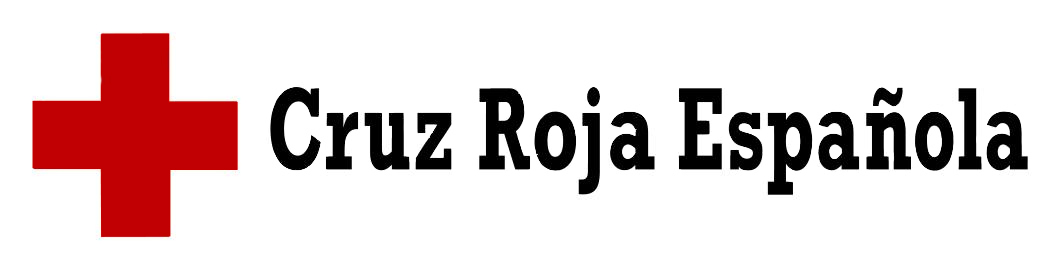
Fue dirigente de la Cruz Roja Española.

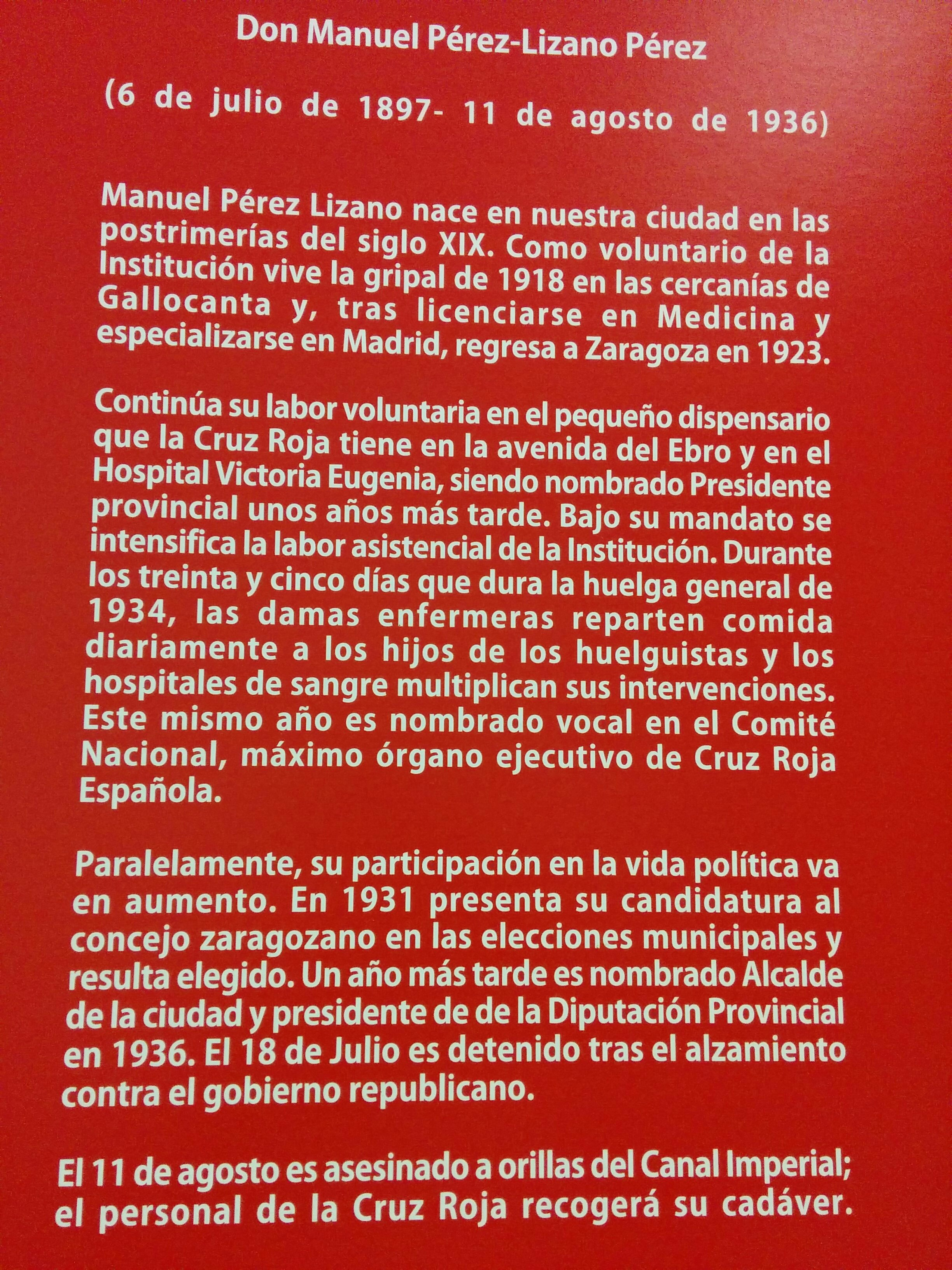
Reseña de Manuel Pérez-Lizano Pérez situada en la sede provincial de la Cruz Roja en Zaragoza..

Hijo de Agustín Pérez-Lizano García y Victoria Pérez Labarías.
En 1919 se licenció en Medicina y Cirugía por la Universidad de Zaragoza.
Obtuvo una plaza de médico titular en Malanquilla y Clarés de Ribota de 1919 a 1920.
Se trasladó a Madrid para practicar la especialidad de garganta, nariz y oído, como ayudante del Doctor Adolfo Hinojar.
En 1923 regresó a Zaragoza e instaló una clínica de su especialidad.
Se casó con la otorrinolaringóloga Pilar Vicente Juan.

### Cruz Roja
En 1918 vivió como voluntario la epidemia de gripe en las cercanías de Gallocanta.
En el dispensario de la Cruz Roja de la avenida del Ebro prestó sus servicios desinteresadamente.
En la Cruz Roja fue nombrado jefe del Servicio de Otorrinolaringología del Hospital (1934), director del mismo, presidente del Comité Central de la Cruz Roja de Madrid y delegado especial de dicho comité.
Bajo su mandato se intensificó la labor asistencial de la institución. Durante los 35 días de la huelga general de 1934 las enfermeras de la Cruz Roja repartieron comida a los hijos de los huelguistas y los hospitales de sangre multiplicaron sus intervenciones.
En 1934 fue nombrado Vocal en el Comité Nacional de la Cruz Roja Española.

### Política
Dentro del republicanismo tenía ideas liberales moderadas.
En 1931 Manuel Pérez-Lizano fue uno de los tres representantes del partido Derecha Liberal Republicana que formó parte de la coalición Republicano Socialista que se presentó a las elecciones municipales del 12 de abril de 1931 en Zaragoza.
Obtuvo el 68% de los votos del distrito 5 (San Miguel) y resultó elegido concejal.
En 1932 fue nombrado Alcalde de la ciudad de Zaragoza.
Dentro de su proyecto de luchar contra el paro y favorecer la industria zaragozana, inició el proyecto de cesión a la ciudad de los cuarteles situados en la zona urbana de Zaragoza, que ocupaban 202 404 m², para que gradualmente se construyera la ciudad militar en el barrio de San Gregorio. A punto de ser aprobado el proyecto, que contaba con decisión favorable del comandante de la Región, del presidente del gobierno Azaña y del presidente de la República Alcalá-Zamora, una maniobra del Partido Radical en contra de ese proyecto, le hizo desistir de sus gestiones y dimitió en marzo de 1933.
Fue diputado provincial en representación del distrito San Pablo-Cariñena.
El 6 de marzo de 1936 fue nombrado vocal de la Comisión Gestora de la Diputación Provincial de Zaragoza y el 7 de marzo de 1936 fue elegido por 8 votos a favor Presidente de la Diputación Provincial de Zaragoza.
En su discurso de toma de posesión dijo:

En nombre de Izquierda Republicana, para agradecer al Sr. Gobernador sus palabras al darnos posesión de nuestros cargos y expresar nuestra gratitud por haber encomendado a nuestro partido una representación para laborar y trabajar por el interés de la Provincia. No hemos de olvidar estas palabras de aliento del Sr. Gobernador y tenga la seguridad Ia primera Autoridad de la Provincia de que en todo momento este partido, como todos los partidos del bloque que triunfó el 16 de febrero. seguiremos una conducta de amistad y de justicia. de estricta justicia. en todos los asuntos de la Provincia. Administrar rectamente, porque eso significará trabajo en la seguridad de que en esa labor ha de ser libre de favoritismo, porque si no, no cumpliremos con la causa pública que trajo el triunfo del 16 de febrero, y que significa la recuperación de la República con procedimientos y métodos republicanos emanados del pueblo. He de agradecer al Sr. Gobernador nuestra designación y de resaltar nuestros propósitos de trabajo para el buen gobierno de la Provincia. Y nada más.

Del 07 de marzo de 1936 al 19 de julio de 1936 fue Presidente de la Diputación Provincial de Zaragoza.
Tras el golpe de Estado de 1936 el gobernador civil Julián Lasierra Luis le suspendió en el cargo con este discurso:

Señores: No es ocasión de muchas palabras y sí, únicamente, de muchos hechos. De todos es conocido y está patente el movimiento realizado por el Ejército para barrer la situación ominosa que tanto deshonor arrojaba sobre nosotros. La primera cuestión abordada por el Ejército fue la de destituir a todos aquellos individuos que habían ejercido subversivamente mandos. no sólo en la provincia sino en los Municipios. A este efecto, se dictaron rápidamente los acuerdos leídos por el señor Secretario de la Corporación, encaminados a remover este obstáculo, relevando de sus cargos a quienes ni siquiera tuvieron la gallardía de esperar aquella medida, ya que tenían por cierta su detención para responder de los actos administrativos realizados. Inmediatamente me dediqué a ordenar los nombres de los nuevos Gestores, habiendo elegido, en primer término, el Sr. Orensanz, que tomó posesión en el mismo día de su nombramiento. Otra parte fundamental era encontrar los demás Gestores entre personas desprovistas de apasionamiento y tendencia política manifiesta, para que pudieran cooperar a la misión honrosísima de la administración de la provincia, dentro de la responsabilidad que el pais les reclama en las actuales circunstancias. Por fin, se hizo esta selección de hombres decididos y si alguno no ha acudido a tomar posesión del cargo, debe justificarse exclusivamente, en el imperativo del momento actual, con las comunicaciones interrumpidas en determinados puntos comarcales. Tengo la seguridad de que el Gestor señor Cortés, al que en este momento dedico un afectuoso recuerdo. acudirá a tomar posesión del cargo, tan pronto las circunstancias se Io permitan. Y ahora, en tono de súplica, he de decir a todos ustedes: Están en la Diputación de la provincia para regir sus destinos en nombre de la autoridad militar, que les ha nombrado en momentos tan trascendentales. En manera alguna, buscamos nada que pueda tener matiz ni ideal político. Para los militares la política no existe. Sólo actuamos en nombre del decoro nacional. Por esta razón de decoro nacional se ha producido la situación en que nos encontramos. Así, pues, rogamos a ustedes se abstengan en absoluto de hacer política menuda ni gruesa dentro de este edificio. Sólo así habréis correspondido con honradez y lealtad al encargo conferido. Por eso hemos hecho esta selección entre las personas menos incrustadas en grupos políticos. Vamos. en un movimiento honrado, a trabajar todos para España y por España. ¡Viva España!

### Asesinato
El 18 de julio de 1936 fue detenido tras el alzamiento contra el gobierno republicano.
Fue puesto en libertad el día 25 y más tarde fue recluido por agentes del Orden Público hasta el día 10 de agosto.
El 11 de agosto de 1936 fue asesinado en Zaragoza por un grupo falangista a las orillas del Canal Imperial de Aragón.
Los servicios de vigilancia de la Cruz Roja encontraron su cadáver. Existe por tanto un claro error en fechas, bien por el artículo inicial del Periódico de Aragón, que indica 1933, o por el redactor de este artículo que dice 1936. El error es de la fecha del Periódico de Aragón. El dato de la defunción puede verificarse en la página del cementerio de Torrero .
| Predecesor: Sebastián Banzo Urrea   | Alcalde de Zaragoza 17-6-1932 - 22-3-1933                                                   | Sucesor: Mariano Augusto Muniesa Belenguer |
| Predecesor: Luis Zarazaga Gutiérrez | Presidente de la Diputación Provincial de Zaragoza 7 de marzo de 1936 - 19 de julio de 1936 | Sucesor: Luis Orensanz Moliné              |